# John M. Morehead

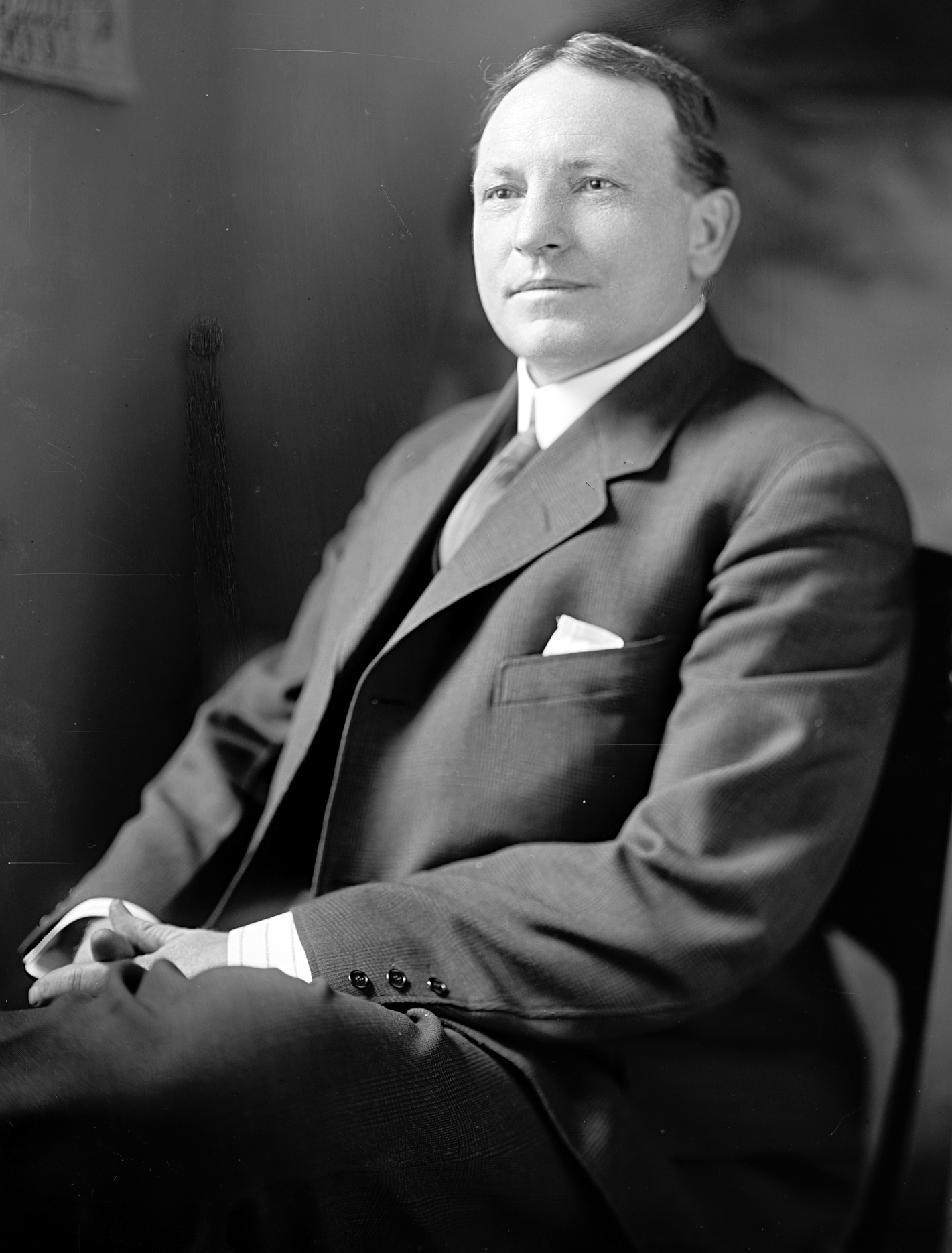
John M. Morehead

John Motley Morehead (* 20. Juli 1866 in Charlotte, North Carolina; † 13. Dezember 1923 ebenda) war ein US-amerikanischer Politiker. Zwischen 1909 und 1911 vertrat er den Bundesstaat North Carolina im US-Repräsentantenhaus.

## Werdegang
John Morehead besuchte die öffentlichen Schulen seiner Heimat und danach die Bingham Military School of North Carolina in Mebane. Anschließend studierte er bis 1886 an der University of North Carolina in Chapel Hill. Außerdem besuchte er eine Handelsschule in Baltimore (Maryland). In den folgenden Jahren arbeitete Morehead als Angestellter bei der Charlotte National Bank in seiner Heimatstadt. Später befasste er sich in Durham mit dem Handel von Tabakblättern. Außerdem war er im Handwerk und in der Landwirtschaft tätig.
Politisch war Morehead Mitglied der Republikanischen Partei. Bei den Kongresswahlen des Jahres 1908 wurde er im fünften Wahlbezirk von North Carolina in das US-Repräsentantenhaus in Washington, D.C. gewählt, wo er am 4. März 1909 die Nachfolge von William Walton Kitchin antrat. Da er im Jahr 1910 auf eine erneute Kandidatur verzichtete, konnte er bis zum 3. März 1911 nur eine Legislaturperiode im Kongress absolvieren.
Zwischen 1910 und 1916 war Morehead Staatsvorsitzender seiner Partei für North Carolina. Von 1916 bis 1922 gehörte er auch dem Republican National Committee an. Beruflich stellte er vor allem Wollwaren, aber auch andere Gebrauchsgegenstände her. Er starb am 13. Dezember 1923 in seinem Geburtsort Charlotte.